# إيرل فاولر
إيرل فاولر (بالإنجليزية: Earl Fuller)‏ هو عازف بيانو أمريكي، ولد في 7 مارس 1885 في سينسيناتي في الولايات المتحدة، وتوفي بنفس المكان في 19 أغسطس 1947.

## وصلات خارجية
- إيرل فاولر على موقع ميوزك برينز (الإنجليزية)
- إيرل فاولر على موقع ديسكوغز (الإنجليزية)